# Wilhelm Janssen (Historiker)
Wilhelm Janssen (* 6. Mai 1933 in Köln; † 12. Juli 2021) war ein deutscher Historiker und Archivar.

## Leben
Wilhelm Janssen studierte Deutsch und Geschichte an der Universität Köln und beendete sein Studium mit der Promotion. Von 1959 bis 1961 war er als Archivreferendar des Landes Nordrhein-Westfalen an der Archivschule Marburg. Seine berufliche Laufbahn als Archivar begann er 1961 beim Historischen Archiv der Stadt Köln. Im Jahr 1964 wechselte er zum Hauptstaatsarchiv Düsseldorf nach Düsseldorf, dessen Leitung er 1972 von Friedrich Wilhelm Oediger übernahm (bis 1992). Von 1992 bis 1998 war er Professor an der Universität Bonn und dort Direktor des Instituts für geschichtliche Landeskunde der Rheinlande. Ab 1998 befand er sich im Ruhestand.
Im Jahr 1976 wurde Janssen zum korrespondierenden Mitglied der Historischen Kommission für Westfalen gewählt. Zwischen 1982 und 2009 gehörte er ihr als ordentliches Mitglied an, bevor er wieder korrespondierendes Mitglied wurde. Er war Mitglied der Vereinigung für Verfassungsgeschichte. Janssen beschäftigte sich hauptsächlich mit der rheinischen Geschichte im Spätmittelalter und der Frühen Neuzeit. Erstmals seit der 1922 veröffentlichten zweibändigen Geschichte des Rheinlandes von der ältesten Zeit bis zur Gegenwart legte Janssen 1997 über den Raum zwischen Rhein, Mosel und der niederländischen Grenze eine Gesamtdarstellung in nur einem Band wieder vor.

## Schriften (Auswahl)
Schriftenverzeichnis
- Bastian Steingießer (Bearb.): Wilhelm Janssen: Schriftenverzeichnis. In: Rheinische Vierteljahrsblätter. Bd. 63, 1999, S. 264–275 (Digitalisat).

Monographien
- Das Erzbistum Köln im späten Mittelalter 1191–1515. 2 Bände (= Geschichte des Erzbistums Köln. Bd. II/1 und II/2). Bachem, Köln 1995/2003.
- Kleine rheinische Geschichte. Patmos-Verlag, Düsseldorf 1997, ISBN 3-491-34232-5.